# Iftar

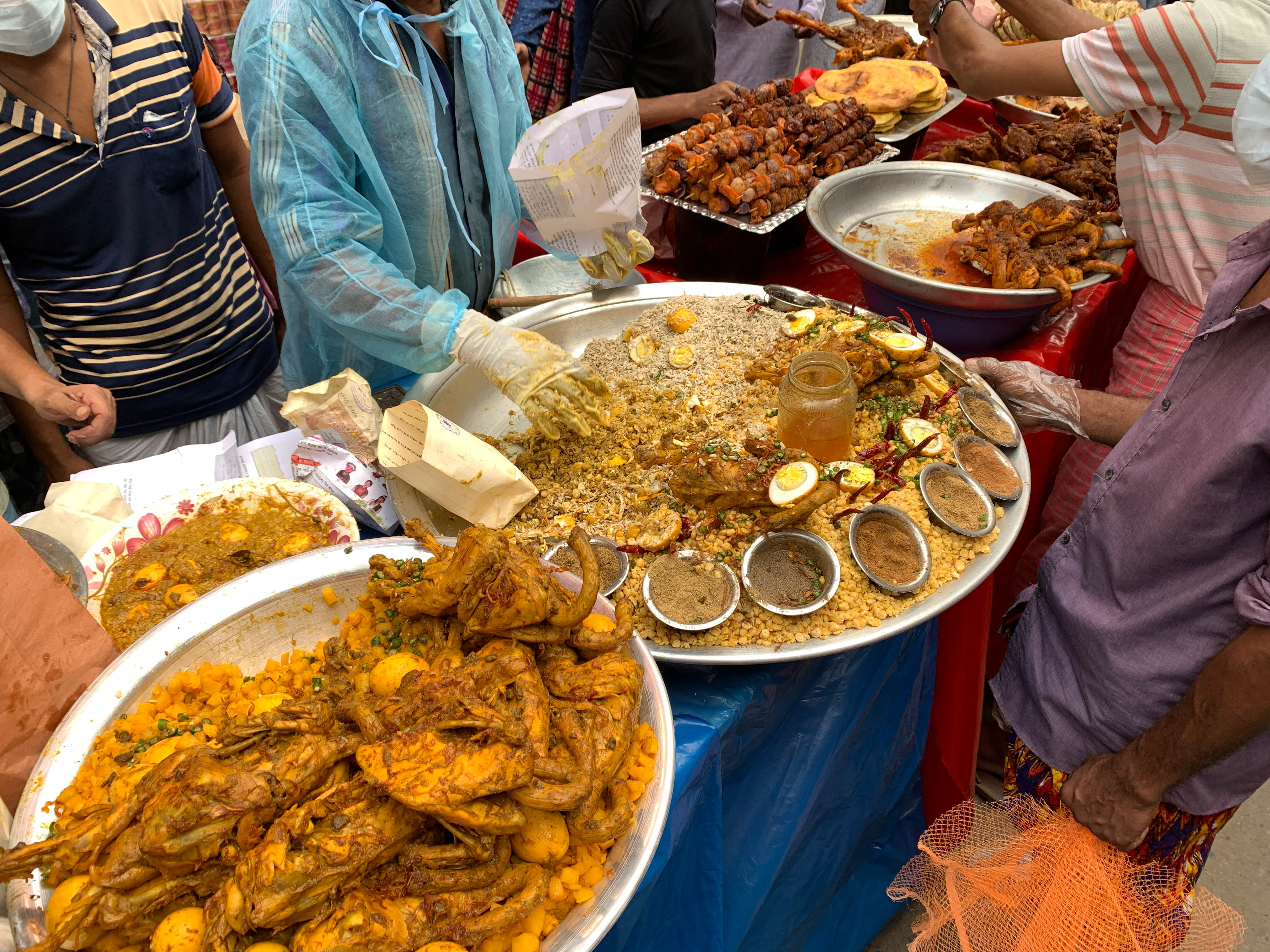
Các món trong bữa xả chay

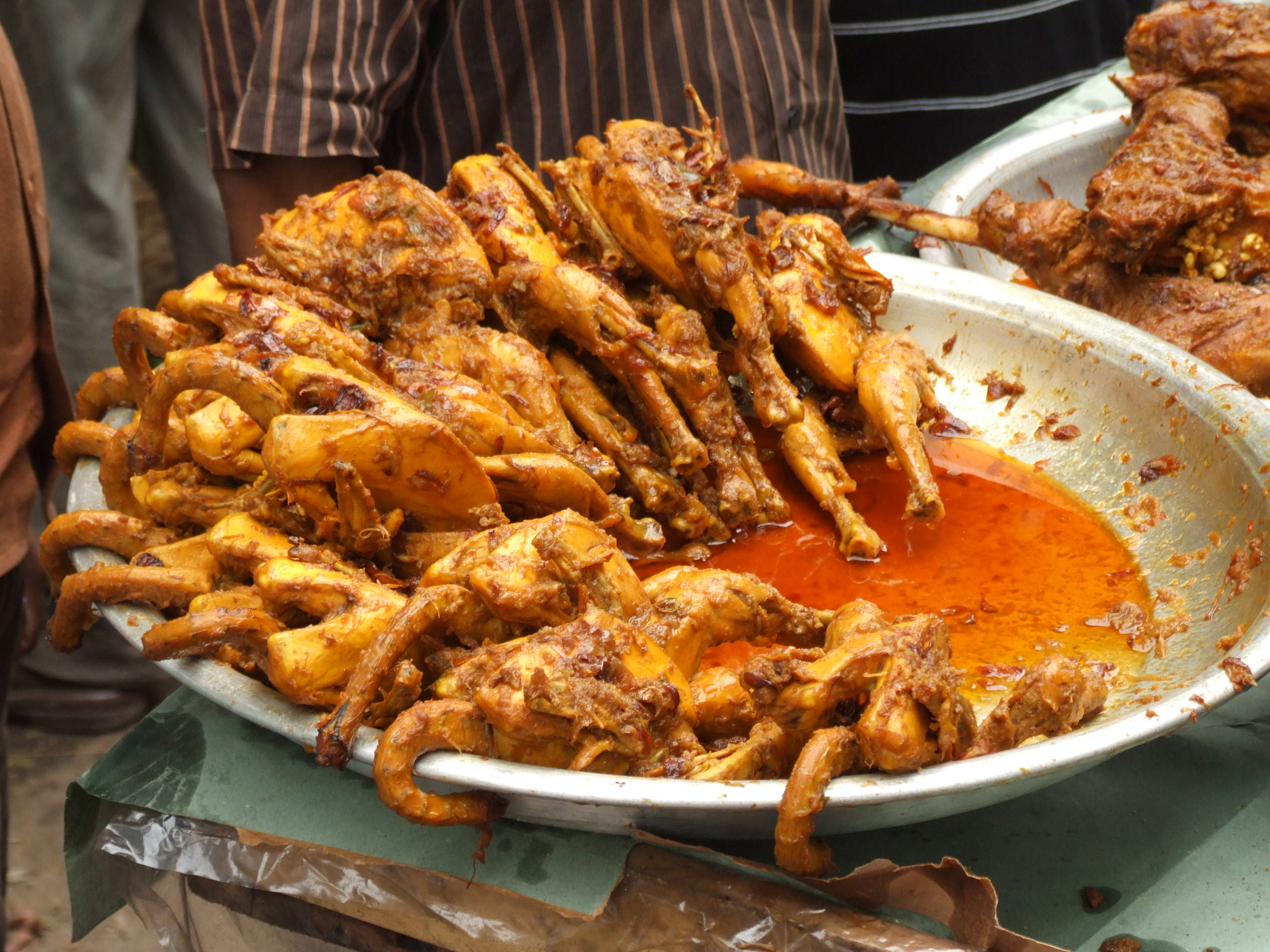
Một khẩu phần ăn bữa xả chay

Iftar (tiếng Ả rập: إفطار/Ifṭār) hay còn gọi là Bữa xả chay là bữa ăn tối mà người Hồi giáo dùng để kết thúc quá trình nhịn ăn hàng ngày của họ (và cả nhịn sinh hoạt tình dục) vào lúc hoàng hôn buông xuống trong tháng Ramadan và là một trong những nghi lễ tôn giáo chính trong tháng Ramadan và thường được thực hiện cùng với gia đình hoặc cộng đồng. Vào năm 2023, UNESCO đã đưa tập tục dùng bữa xả chay Iftar vào danh sách Di sản văn hóa phi vật thể xem nó như là một dạng văn hóa phi vật thể. Bữa xả chay được ăn diễn ra ngay sau khi mặt trời lặn, và thời điểm chính xác thay đổi hàng ngày tùy thuộc vào vị trí địa lý, các bữa ăn xả chay Iftar thường thịnh soạn, phong phú, ê hề và bổ dưỡng để bù đắp năng lượng sau một ngày nhịn ăn. Người Hồi giáo thường dựa vào lời kêu gọi cầu nguyện buổi tối (Maghrib azan) để biết thời điểm chính xác để kết thúc việc nhịn ăn. Dù bữa ăn có thể thịnh soạn, người Hồi giáo được khuyến khích ăn uống điều độ, từ tốn, không nên vồ vập, ăn quá no ngay lập tức sau một ngày dài nhịn đói, để tránh bội thực, quá tải, gây khó chịu cho dạ dày.
Lịch sử của bữa xả chay Iftar được xác nhận là có nguồn gốc sâu xa từ truyền thống Hồi giáo. Tập tục này bắt nguồn từ cuộc đời của Nhà tiên tri Hồi giáo Muhammad vào thế kỷ thứ VII, khi ông kết thúc việc ăn chay bằng thức ăn và uống nước, tạo nên một truyền thống được người Hồi giáo trên khắp thế giới noi theo, người Hồi giáo thường bắt đầu Iftar bằng cách ăn một vài quả chà là và uống nước. Mặt cộng đồng của Iftar nơi các bữa ăn được chia sẻ giữa mọi người giúp đảm bảo sự đoàn kết và gắn kết cộng đồng theo đạo Hồi. Tập tục dùng bữa xả chay Iftar đã phát triển thành một truyền thống xã hội-văn hóa phong phú, điều này đặc biệt rõ ràng trong Thời đại hoàng kim Hồi giáo khi những cá nhân giàu có và gia đình có điều kiện sẽ tổ chức những bữa ăn xa hoa, ê hề phủ phê chiêu đãi thực khách để khuyến khích lòng bác ái và sự đoàn kết giữa những người Hồi giáo. Theo thời gian, tập tục này lan rộng khắp các quốc gia có đa số dân theo đạo Hồi, chẵng hạn như truyền thống tổ chức ăn bữa xả chay tại đền Imam Reza ở Iran đã diễn ra trong 332 năm, làm tô điểm nổi bật nguồn gốc văn hóa sâu xa của tập tục ăn xả chay.

## Hình ảnh

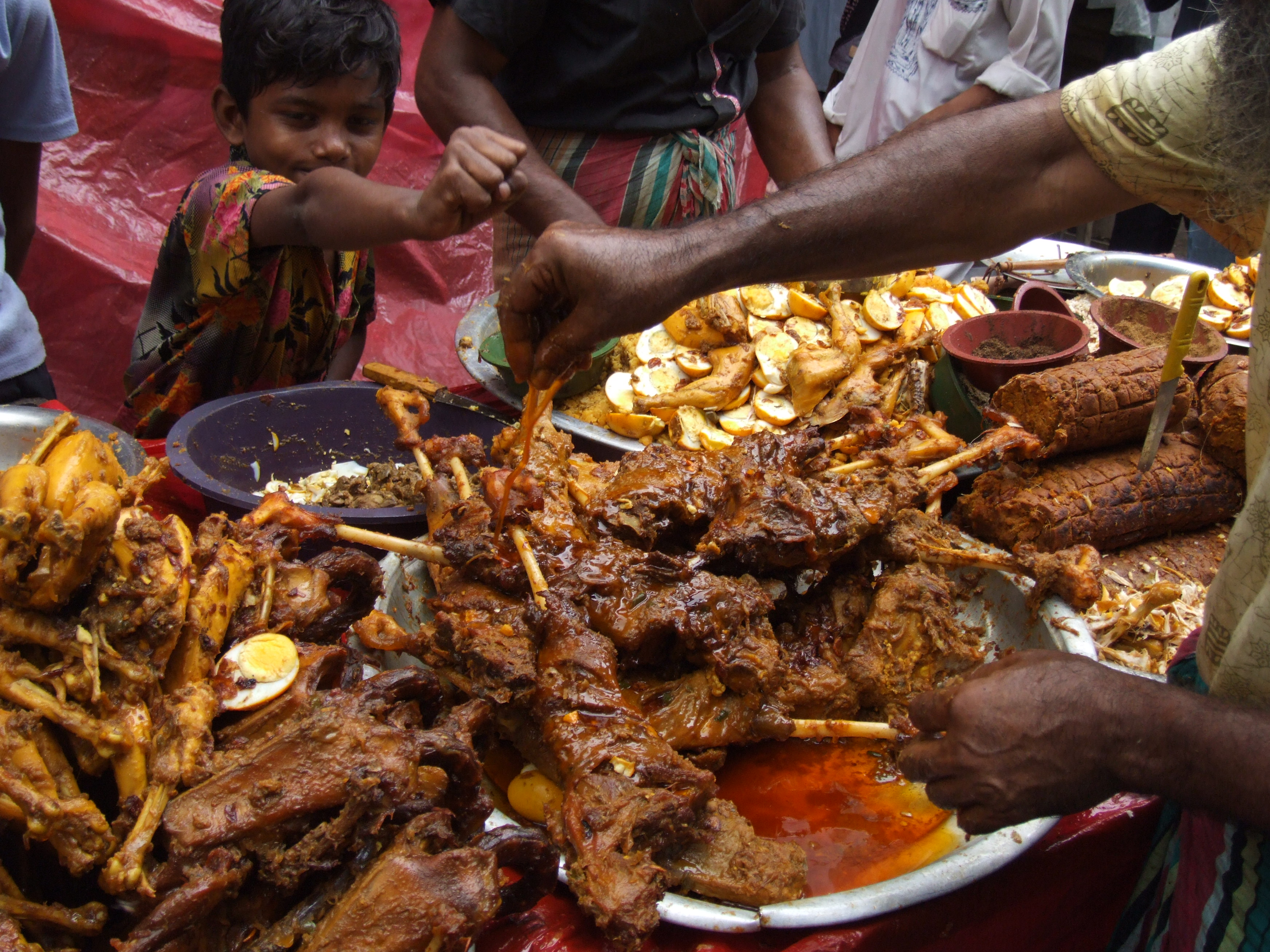
Trẻ em được cho ăn xả chay
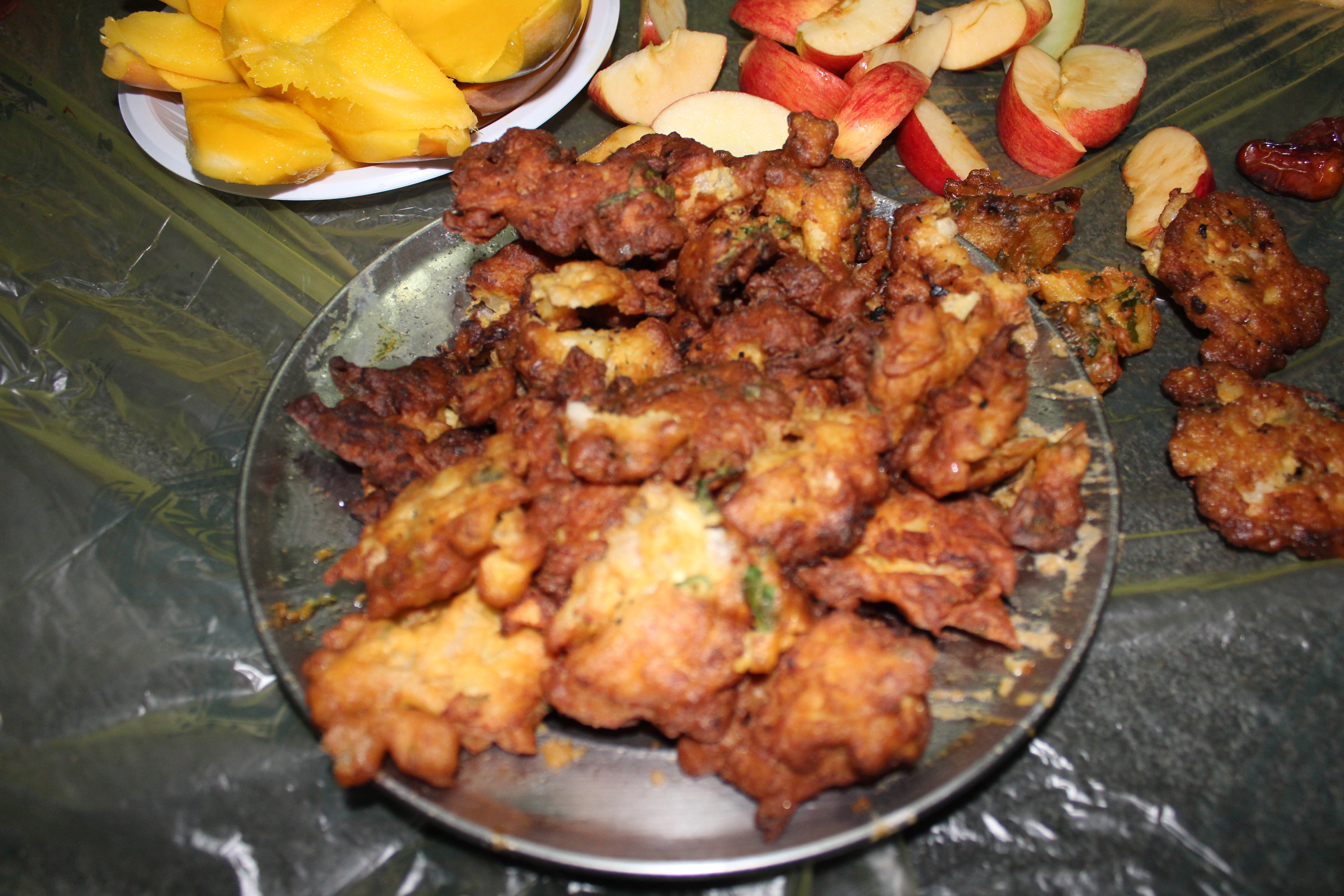
Đồ chiên và trái cây trong bữa xả chay ở Ấn Độ
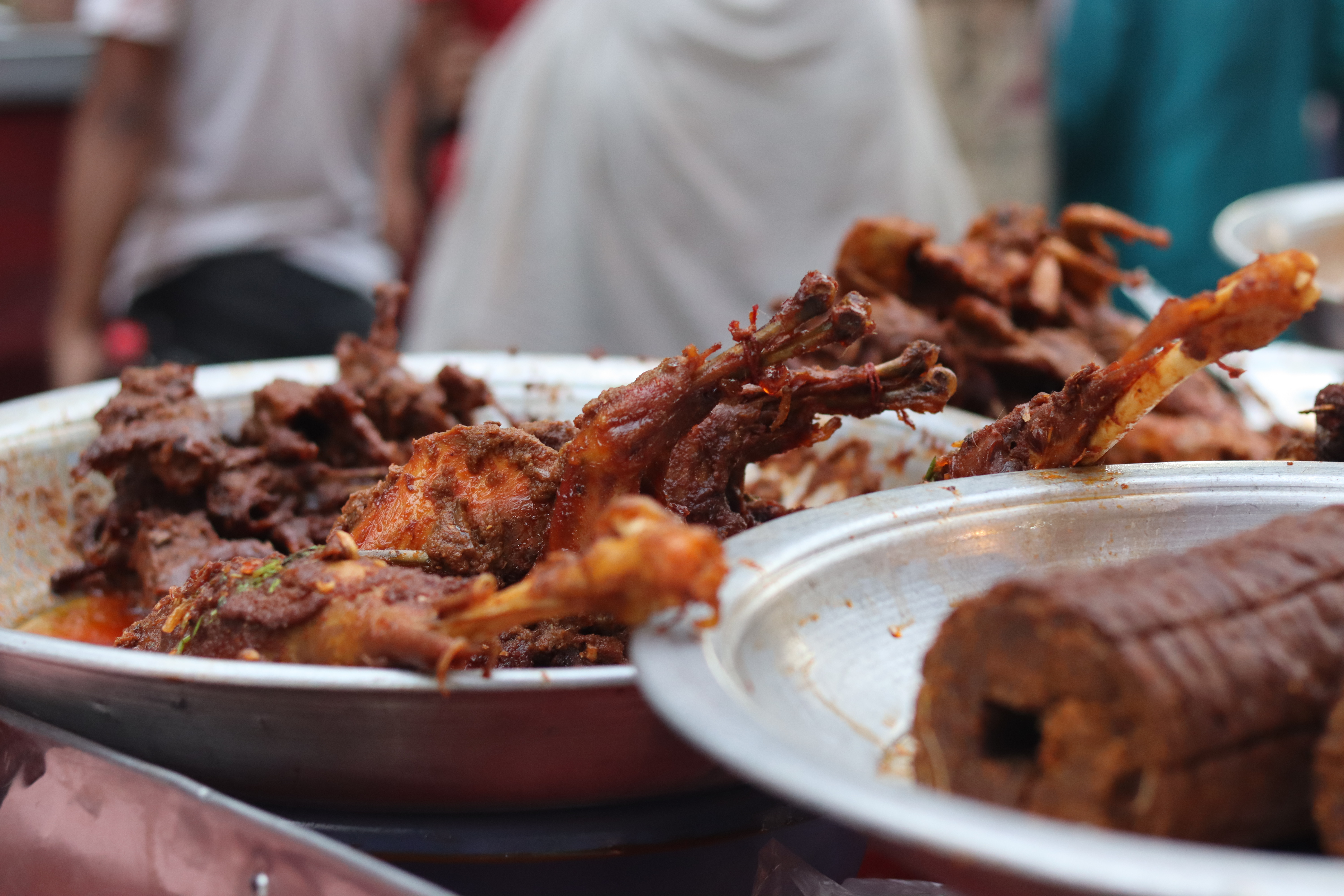
Một phần gà trong bữa xả chay thịnh soạn
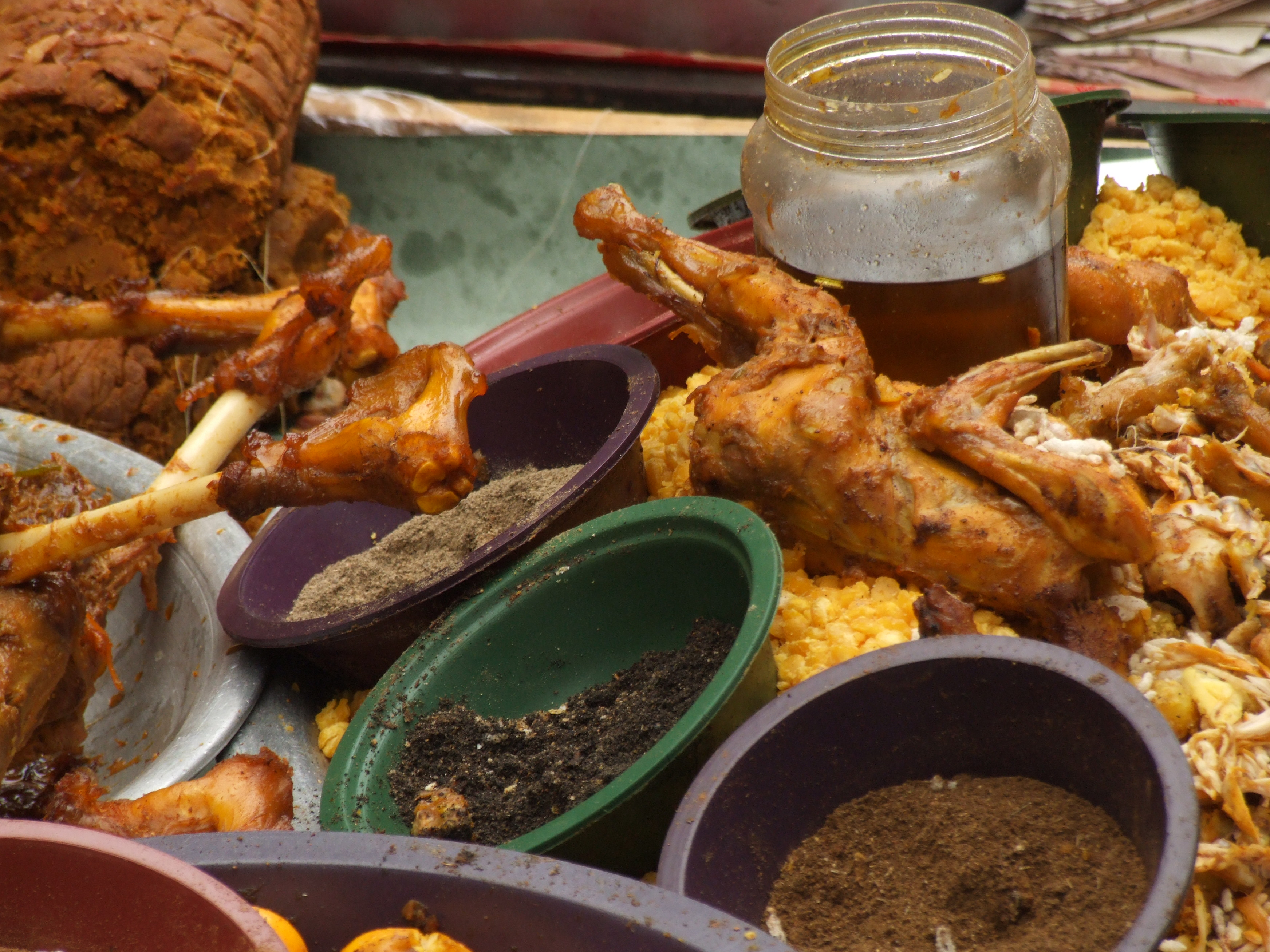
Một bữa xả chay thịnh soạn